# آدریانو اسپاییات
آدریانو اسپاییات (انگلیسی: Adriano Espaillat؛ زادهٔ ۲۷ سپتامبر ۱۹۵۴) سیاست‌مدار اهل ایالات متحده آمریکا است. او سیاستمدار آمریکایی و اهل جمهوری دومینیکن است. اسپاییات نماینده مجلس نمایندگان ایالات متحده آمریکا است که از حوزه انتخابیه سیزدهم نیویورک انتخاب شده‌است. پیش از این وی عضو مجلس سنای ایالات متحده در مجمع عمومی ایالت نیویورک بوده‌است. اسپاییات نماینده حزب دموکرات (ایالات متحده آمریکا) است که در ۸ نوامبر ۲۰۱۶ جایگزین چارلز بی. رنگل شد. وی تنها عضو کنگره ایالات متحده است که اهل جمهوری دومینیکن است.